# 篠村
篠村（しのむら）は、京都府南桑田郡にあった村。現在の亀岡市篠町（しのちょう）各町にあたる。

## 地理
- 山岳： 明神ヶ岳
- 河川： 桂川

## 歴史
- 1889年（明治22年）4月1日 - 町村制の施行により、もと桑田郡の篠村、王子村、山本村、馬堀村、柏原村、野條村、廣田村、森村、淨法寺村の区域をもって南桑田郡篠村が発足。
- 1951年（昭和26年）7月11日 - 平和池水害発生。農業用貯水池が集中豪雨による増水で決壊。下流の柏原地区で死者、行方不明者75人。
- 1959年（昭和34年）9月30日 - 亀岡市に編入。同日篠村廃止。

## 交通

### 鉄道路線
村域を日本国有鉄道の山陰本線（現・嵯峨野観光鉄道嵯峨野観光線）が通過したが、駅は所在しなかった。現在の旧村域にはJR西日本の馬堀駅が健在している。

### 道路
現在は旧村域に京都縦貫自動車道の篠インターチェンジが所在するが、当時は未開通。

## 名所・旧跡・観光スポット・祭事・催事
- 篠村八幡宮
- 保津峡